# Stazione di Stadthausbrücke
La stazione di Stadthausbrücke è una fermata ferroviaria della città di Amburgo, servita dalla S-Bahn, posta lungo il passante ferroviario sotterraneo che attraversa il centro cittadino.

## Storia
I lavori per la costruzione della linea sotterranea di collegamento fra la stazione centrale (Hauptbahnhof) e quella di Altona iniziarono nell'ottobre del 1967. Il 1º giugno 1975, con l'entrata in vigore dell'orario estivo, la stazione Stadthausbrücke, ubicata sulla tratta fra la stazione centrale e quella di Landungsbrücken, venne aperta al traffico.

## Strutture e impianti
La stazione, sotterranea, è del tipo a banchina centrale che serve i 2 binari di corsa e dispone di due uscite. L'impianto non risulta accessibile alle persone disabili, poiché priva di accessori né di percorsi tattili per ipovedenti. In caso di guerra, lo stesso è predisposto per la funzione di rifugio per 4.500 persone, analogamente alle stazioni di Reeperbahn e Harburg-Rathaus.

## Movimento
La stazione è servita dai treni delle linee S1 e S3 della S-Bahn di Amburgo. Sul binario 1 sostano i treni in direzione di Wedel (S1) e Pinneberg (S3); il binario 2 ospita invece le corse dirette a Poppenbüttel (S1) e Stade (S3) transitanti per la stazione centrale di Amburgo.

## Servizi
L'impianto è impresenziato, ma sono presenti colonnine per richiesta di informazioni e chiamate di emergenza, nonché alcune biglietterie automatiche.